# Boost Mobile
Boost Mobile es una compañía de Irvine, California basada en la marca de servicio de teléfono móvil lanzado en Australia (más de Optus) en 2000 y en Nueva Zelanda (Más de Telecom Nueva Zelanda) en 2001.

## Planes disponibles
Boost Mobile es la división prepagada de Sprint Nextel y actualmente ofrece los siguientes servicios:

## Bajo red Iden
- Plan Ilimitado por solo 50 dólares al mes se puede obtener con cobertura nacional los servicios de Radio PTT, llamadas entrantes y salientes, mensajes de texto y multimedia, más navegación Web de manera ilimitada. Adicionando 10 dólares más mensuales a este plan se obtiene cobertura internacional la cual funciona en Canadá, la península de Baja California y ciertos países Sudamericanos seleccionados.

- Plan de texto y voz por día por un dólar al día se obtienen mensajes de texto ilimitados, noches y fines de semana, y Boost a Boost, las tarifas en este plan pueden variar desde 10 centavos por minuto, se puede activar por un dólar más el servicio de Radio PTT.

## Bajo Red CDMA
Unlimited By Boost (UNLTD) Es un servicio que todavía está en etapa de pruebas actualmente disponibles en 13 estados de la unión americana bajo la red CDMA De Sprint. Este plan incluye por 50 dólares, servicios de voz, texto y datos. También se deben pagar ciertos impuestos de comunicación de valor agregado y una tarifa de conveniencia cargada a todos los suscriptores cuando cubren el pago en persona.

## Historia
Peter Adderton y Craig Cooper trajeron esta marca a los Estados Unidos en 2001 y entraron con una alianza conjunta con las comunicaciones de Nextel para poner en marcha y para poner la marca de fábrica en los Estados Unidos. En 2003, Nextel compró 100 % de la división americana de Boost Mobile. Hasta finales de 2004, Boost Mobile estaba solamente disponible en mercados selectos con su lanzamiento en los Estados Unidos que se centran sobre todo en California y Nevada. Antes de Boost Mobile, Nextel estaba centrado sobre todo en el mercado empresarial. Boost Mobile tiene más de 4 millones de clientes desde el último trimestre del 2007.
Al final de 2006 Boost Mobile lanzó el Boost Unlimited Service. El servicio ofrece llamadas ilimitadas de $50 a $70 dólares al mes, dependiendo si el cliente elige agregar SMS ilimitado e internet ilimitado. Generalmente, Boost Unlimited Service se limita a la región geográfica local donde reside el sostenedor de cuenta, y las cargas de itinerancia nacionales se aplican fuera de esta área. Los planes de Boost Unlimited se diseñan para competir con los mercados locales prepagados como MetroPCS.
Después de fundar Boost Mobile en Australia y Nueva Zelanda en 2000, Peter Adderton, Craig Cooper y Kirt McMaster llevaron la marca Boost Mobile a los Estados Unidos en 2001 como una empresa conjunta con Nextel Communications. Usando la red iDEN de Nextel, Boost Mobile ofreció un servicio ilimitado de pulsar para hablar, comercializado con un costo de solo un dólar al día, en un momento en que los planes de telefonía celular que ofrecen llamadas ilimitadas aún eran raros. El servicio fue inicialmente exclusivo para los mercados en áreas de California y Nevada y se comercializó para las minorías urbanas, a menudo usando jerga urbana.en anuncios. Finalmente, Nextel se convirtió en el único propietario de las operaciones de Boost en Estados Unidos en 2003. Nextel comenzó a expandir la marca en otros lugares de Estados Unidos a fines de 2004.
Sprint Corporation adquirió Nextel Communications en 2005, dejando a Boost Mobile como subsidiaria de la empresa fusionada, Sprint Nextel Corporation. Boost Mobile siguió usando la infraestructura anterior de Nextel iDEN para su servicio, pero en 2006, comenzó a ofrecer un nuevo servicio Unlimited by Boost Mobile en mercados selectos utilizando la red CDMA de Sprint, que ofrece llamadas, mensajes de texto e Internet ilimitados. Si bien los planes dieron como resultado un crecimiento significativo para Boost Mobile, Boost no comenzó a cambiar a CDMA por completo.
Para competir con ofertas ilimitadas de competidores en la industria inalámbrica, Boost Mobile anunció el 15 de enero de 2009 que lanzaría un plan mensual ilimitado. El plan se acompañó de un cambio de enfoque de la marca hacia un grupo demográfico más amplio que antes. El nuevo plan ilimitado resultó en una ganancia neta de más de 674 000 clientes en aproximadamente tres meses. A pesar de este aumento, Nextel en general sufrió una pérdida bruta de suscriptores de 1,25 millones de suscripciones de contratos. El inesperado aumento en la popularidad del servicio causó una tensión significativa en la red Nextel iDEN, ya que muchos clientes informaron retrasos prolongados y, a veces, de una semana en la recepción de mensajes de texto. Un portavoz de Boost Mobile dijo que no anticiparon el nivel de popularidad del nuevo servicio y que se habían implementado esfuerzos para mejorar la red para ayudar a mitigar el problema.
En el Consumer Electronics Show de 2010, Boost Mobile anunció que comenzaría a ofrecer un nuevo plan ilimitado utilizando la red CDMA de Sprint.  Sprint también adquiriría el proveedor de telefonía móvil prepago Virgin Mobile USA en 2010; tanto Boost como Virgin Mobile se reorganizarían en un nuevo grupo dentro de Sprint, que abarcaría las dos marcas y otros servicios telefónicos sin contrato ofrecidos por la empresa.
La empresa matriz de Boost Mobile desmanteló la red iDEN el 30 de junio de 2013; la mayoría de los clientes de iDEN se han migrado a la red Sprint CDMA.
En enero de 2020, Sprint descontinuó la marca Virgin Mobile USA y transfirió a sus clientes a Boost Mobile.
El 1 de abril de 2020, Sprint se fusionó con T-Mobile, que también anunció planes para vender Boost Mobile a Dish Network.  La venta se completó el 1 de julio. Todos los nuevos clientes de Boost Mobile utilizarán la red T-Mobile, y los clientes restantes de Sprint se trasladarán a la red T-Mobile con el tiempo.

### Teléfonos lanzados
En junio de 2010, Boost Mobile lanzó el teléfono inteligente Motorola i1, el primer teléfono Android push-to-talk de Boost basado en iDEN, y en abril de 2011, anunciaron el Samsung Galaxy Prevail, la primera oferta de Android basada en CDMA de la compañía.
En julio de 2012, Boost Mobile lanzó BlackBerry Curve 9310, y, en marzo de 2013, lanzaron el HTC One SV y el teléfono inteligente Boost Force fabricado por ZTE, el primer dispositivo de la compañía que usa la red 4G LTE de Sprint. En junio de ese año, Boost Mobile lanzó el LG Optimus F7, el primer dispositivo de la compañía con una Tarjeta de Circuito Integrado Universal (UICC) extraíble para autenticación / acceso a la red LTE, una nueva forma de módulo de identidad de suscriptor (tarjeta SIM).
En diciembre de 2014, Boost Mobile lanzó el Lumia 635, su primer teléfono inteligente utilizando Microsoft 's Windows Phone sistema operativo móvil, y en julio de 2015, se puso en marcha el NETGEAR fusible junto con sin contrato planes de zona wifi, su primer dispositivo de punto de acceso wifi móvil. 
La marca Boost Mobile se comercializó inicialmente para la demografía de adolescentes y adultos jóvenes, muy centrada en los deportes de acción, el estilo de vida y la música urbana. Las campañas publicitarias estadounidenses anteriores de Boost Mobile incluían a Fat Joe, Master Shake, Eve, Travis Barker, Kanye West, Travis Pastrana, Ludacris, Richard «Rip» Hamilton, Nick Cannon y The Game y usaban el eslogan «¿Dónde estás?»  A finales de 2007, un comercial de Boost Mobile con Young Jeezy, Jermaine Dupri y Mickey Avalon fue liberado. El «¿Dónde estás?» El eslogan hacía referencia a la función walkie-talkie en todos los teléfonos de Boost Mobile y luego evolucionó para resaltar una aplicación de GPS social que estaba disponible en teléfonos seleccionados de Boost Mobile. Boost también ha utilizado a la conductora de Indy Car Danica Patrick en un comercial. Un episodio 2005 de Adult Swim 's Aqua Teen Hunger Force titulado 'Boost Mobile' era un ejemplo temprano de la publicidad nativa dentro de una serie de televisión regular.
Boost Mobile también ha producido algunas campañas regionales, incluida la provisión de trituradoras de papel en vivo en las paradas de autobús en Chicago y Boston, donde varias veces por hora los contratos de muestra de proveedores de servicios inalámbricos competidores se triturarían en confeti.
El 20 de enero de 2010, la empresa matriz de Boost Mobile, Sprint Nextel, logró asegurar a algunos de los jugadores de los Chicago Bears de 1985 (incluidos Jim McMahon, Willie Gault y Mike Singletary ) para recrear la famosa canción y música de rap «Super Bowl Shuffle» del equipo. video como «The Boost Mobile Shuffle» durante el primer trimestre del Super Bowl XLIV.
Boost Mobile presentó una campaña de televisión en junio de 2012 para promover el HTC EVO Design 4G, su primer teléfono inteligente que utiliza la red 4G WiMAX de Sprint. Los anuncios presentan al comediante Faizon Love como el «4Genie», un genio que aparece mágicamente donde los usuarios de teléfonos celulares buscan 4G de bajo costo.
- Datos: Q4943790
- Multimedia: Boost Mobile (United States) / Q4943790